# مدلین کلاین
مدلین رنی کلاین (انگلیسی: Madelyn Renee Cline؛ زادهٔ ۲۱ دسامبر ۱۹۹۷) بازیگر و مدل آمریکایی است. او به خاطر بازی در نقش اصلی مجموعهٔ درام حاشیه‌های بیرونی (۲۰۲۰–اکنون) از نتفلیکس و نقش مکمل فیلم معمایی گلس آنین: یک چاقوکشی اسرارآمیز (۲۰۲۲) به شهرت رسید.

## زندگی و حرفه
مدلین کلاین در ۲۱ دسامبر ۱۹۹۷ از نمایندهٔ املاک، پم، و مهندس، مارک، به دنیا آمد و در گوس کریک، کارولینای جنوبی، نزدیک چارلستون بزرگ شد. او برای مدت کوتاهی در کالج در دانشگاه کارولینای ساحلی ثبت نام کرد، اما ترک تحصیل کرد و به لس آنجلس نقل مکان کرد تا بیشتر بازیگری را دنبال کند.
در سال ۲۰۱۸، کلاین در نقش سارا کامرون در حاشیه‌های بیرونی انتخاب شد که فصل اول آن در ۱۵ آوریل ۲۰۲۰ منتشر شد. این نقش برجستهٔ او بود، و مجموعه نیز نقدهای مثبتی دریافت کرد و فصل دوم آن در ژوئیه ۲۰۲۱ پخش شد. در ژوئن ۲۰۲۱، او به بازیگران فیلم گلس آنین: یک چاقوکشی اسرارآمیز (۲۰۲۲) پیوست.

## زندگی شخصی
در ژوئن ۲۰۲۰، کلاین اعلام کرد که با هم‌بازی خود در حاشیه‌های بیرونی، چیس استوکس، رابطه دارد. در اکتبر ۲۰۲۱، این زوج اعلام کردند که از هم جدا شده‌اند.